# Kanton Bayonne-2
Der Kanton Bayonne-2 ist seit 2015 ein französischer Wahlkreis im Département Pyrénées-Atlantiques in der Region Nouvelle-Aquitaine. Sein Gebiet liegt im Arrondissement Bayonne, sein Hauptort ist Bayonne.

## Geschichte
Eine neue territoriale Aufteilung der Kantone des Départements Pyrenees-Atlantiques ist seit den Wahlen 2015 im Département wirksam. Es ist durch das Dekret vom 25. Februar 2014 in Anwendung der Gesetze vom 17. Mai 2013 definiert. Von diesen Wahlen an werden die Vertreter des Départementrats für sechs Jahre in einer romanischen Mehrheitswahl in bis zu zwei Wahlgängen in den Kantonen gewählt, wobei jeder Kanton ein gewähltes Paar verschiedenen Geschlechts in den Départementrat sendet. Die Teilnahme an einer allfälligen Stichwahl erfordert einen Stimmenanteil von 12,5 % der Wahlberechtigten im ersten Wahlgang. Die Anzahl der Kantone eines Départements wird auf die Hälfte der Anzahl der Kantone am 1. Januar 2013 reduziert, aufgerundet auf eine ungerade Zahl, wenn die Division eine gerade Zahl ergibt. Deshalb war ein neuer Zuschnitt der Kantone im Département notwendig, bei dem die Zahl der Kantone von 52 auf nunmehr 27 reduziert wurde.
2015 wurde der Kanton folgendermaßen gebildet:
1. das Gebiet von Bayonne nördlich einer Linie, die durch folgende Straßenzüge und Begrenzungen gebildet wird: von der Gemeindegrenze zu Anglet, Flussverlauf des Adour, Avenue Henri-Grenet, Chemin de Saint-Bernard, Quai de Lesseps, Rue Sainte-Ursule, Bahnlinie von Bordeaux nach Irun, Rue Maubec ab Nummer 81, Cité Madim, Bahnlinie von Bordeaux nach Irun, Boulevard Jean-d’Amou, Chemin de Saint-Étienne, Chemin de Hamboum, Rue Albert-Thomas, Rue René-Cuzacq, Avenue du Maréchal-Juin, Bahnlinie von Bordeaux nach Irun, Flussverlauf des Adour bis zur Gemeindegrenze zu Anglet,
2. die Gemeinde Boucau.[2]

## Gemeinden
Der Kanton besteht aus zwei Gemeinden und Gemeindeteilen mit insgesamt 29.137 Einwohnern (Stand: 1. Januar 2022) auf einer Gesamtfläche von 19,31 km²:
| Gemeinde         | Einwohner 1. Januar 2022 | Fläche km² | Dichte Einw./km² | Code INSEE | Postleitzahl |
| ---------------- | ------------------------ | ---------- | ---------------- | ---------- | ------------ |
| Bayonne          | 20.203                   | 13,49      | 1.498            | 64102      | 64100        |
| Boucau           | 8.934                    | 5,82       | 1.535            | 64140      | 64340        |
| Kanton Bayonne-2 | 29.137                   | 19,31      | 1.509            | 6405       | –            |

1. ↑   Nur der nordöstliche Teil der Gemeinde, der Rest verteilt sich auf die Kantone Bayonne-1 und Bayonne-3.

## Politik
Im ersten Wahlgang am 22. März 2015 erreichte keines der Kandidatenpaare die absolute Mehrheit. Als Resultat der Stichwahl am 29. März 2015 wurden folgende Vertreter in den Départementrat gewählt:
- Christophe Martin (PS) und
- Juliette Brocard Muller (PS)

mit einem Stimmenanteil von 55,31 % (Wahlbeteiligung bei der Stichwahl: 44,36 %).